# ريتشارد واتسون غيلدر
ريتشارد واتسون غيلدر (بالإنجليزية: Richard Watson Gilder)‏ هو محرر وشاعر أمريكي، ولد في 8 فبراير 1844، وتوفي في 19 نوفمبر 1909.

## وصلات خارجية
- ريتشارد واتسون غيلدر على موقع ميوزك برينز (الإنجليزية)